# Liste von Zwischenfällen (Allgemeine Luftfahrt)
Dies ist eine Liste von Zwischenfällen von Luftfahrzeugen der Allgemeinen Luftfahrt.
- Für Zwischenfälle von Verkehrsluftfahrzeugen siehe Listen von Luftfahrt-Zwischenfällen.
- Für militärische Zwischenfälle siehe Liste von Zwischenfällen (Militärluftfahrt) bis 1980 bzw. Liste von Zwischenfällen (Militärluftfahrt) ab 1981.

Diese Liste ist nicht als vollständige Liste aller Zwischenfälle der Allgemeinen Luftfahrt angelegt. Sie sollte jedoch alle Zwischenfälle enthalten, über die eigene Artikel in Wikipedia vorhanden sind. Darüber hinaus sollten nur diejenigen Zwischenfälle eingetragen werden, die entweder den fachspezifischen Relevanzkriterien, also Luftfahrt-Zwischenfälle mit Todesfolge und/oder einer abgeschriebenen Flugzeugzelle, genügen oder den  allgemeinen RK (z. B. „zeitüberdauernd von Bedeutung“, relevanter Flugzeugbetreiber oder unter Beteiligung einer relevanten Person).
Einträge mit eigenem Artikel in Wikipedia sind mit (A) gekennzeichnet.

## Liste

### 1951
- 29. Juni 1951 – Eriesee, Ohio, USA. Eine Grumman G-73 Mallard von General Tire & Rubber Co. (Luftfahrzeugkennzeichen N2949) landete hart auf dem Wasser; eines der drei Crewmitglieder kam um.[1]

- 20. August 1951 – nahe Jakutsk, Sowjetunion. Eine neue Antonow An-2 der GUSMP (CCCP-N566) stürzte beim Start in den Fluss Lena. Einer der vier Insassen kam ums Leben.[2]

- 18. September 1951 – Krasnojarsk, Sowjetunion. Eine neue Antonow An-2 der GUSMP (CCCP-N565) wurde beim Start irreparabel beschädigt; beide Insassen überlebten.[3]

### 1958
- 22. März 1958 – Grants, New Mexico, USA. Eine Lockheed Model 18 im Besitz des Filmproduzenten Michael Todd stürzte nach einem Triebwerksausfall ab. Neben Todd starben der Drehbuchautor Art Cohn sowie die zwei Piloten.[4]

### 1959
- (A) 3. Februar 1959 – Iowa, USA. Aufgrund schlechter Wetterbedingungen und menschlichen Versagens stürzte eine Beechcraft Bonanza etwa 8 Kilometer nördlich von Clear Lake in ein Getreidefeld. Der zum Instrumentenflug nicht berechtigte Pilot Roger Peterson sowie die drei Rock 'n' Roll-Legenden Buddy Holly, Ritchie Valens und Jiles Perry Richardson kamen ums Leben. Der Unfall ging als „The Day the Music Died“ in die Geschichte ein.

### 1966
- (A) 24. Juli 1966 – Glarner Alpen, Schweiz. Beim Flugunfall am Biferten starben alle drei Insassen einer Piper PA-18 in hochalpinem Gelände.

### 1970
- 18. Dezember 1970 – Texel (Niederlande). In einem HFB 320 Hansa Jet der General Air (Luftfahrzeugkennzeichen D-CIRO) fiel auf einem Überführungsflug von Hamburg nach Köln/Bonn das elektrische System aus. Um in Sichtflugwetterbedingungen zu gelangen, flogen die Piloten in Richtung Nordsee. In Ermangelung eines zwischen den Wolken sichtbaren Flugplatzes wurde eine Notlandung mit eingefahrenem Fahrwerk auf dem Strand der niederländischen Insel Texel durchgeführt. Beide Piloten überlebten. Die ohnehin beschädigte Maschine wurde bei der Bergung endgültig demoliert.[5]

### 1971
- (A) Am 22. Januar 1971 verunglückte eine Beechcraft King Air B90 der Wanne-Eickeler Baufirma Heitkamp (D-ILTU). Auf einem Flug vom Flughafen Frankfurt zum Heeresflugplatz Fritzlar wurde das Flugzeug 19 Kilometer nördlich vom Startflughafen in einer Höhe von 650 Metern im Nebel gegen den 798 Meter hohen Altkönig im Taunus geflogen. Durch diesen CFIT (Controlled flight into terrain) kamen alle sechs Insassen ums Leben, beide Piloten und vier Passagiere, darunter die beiden Wattenscheider Politiker Erwin Topp und Georg Schmitz. (siehe auch Flugunfall auf dem Altkönig (1971))[6]

- Am 28. Mai 1971 wurde eine Aero Commander 680 in dichtem Nebel in der Nähe von Roanoke (Virginia) gegen einen Berg geflogen, wobei alle sechs Insassen ums Leben kamen. Unter den Passagieren befand sich der US-amerikanische Schauspieler und Kriegsheld Audie Murphy.[7]

- (A) Am 4. Dezember 1971 kollidierte eine im Landeanflug auf den Raleigh-Durham International Airport befindliche Douglas DC-9-31 der Eastern Air Lines (Luftfahrzeugkennzeichen N8943E) mit einer auf demselben Kurs fliegenden privaten Cessna U206 Super Skywagon (N2110F). Die Cessna verkeilte sich mit den Tragflächen im Hauptfahrwerk der DC-9. Sie wurde einige Meilen mitgerissen, ihre beiden Insassen starben erst, als sie sich 75 Sekunden nach der Kollision von der DC-9 löste, nahezu vertikal zu Boden ging und explodierte. Von den 23 Passagieren und 4 Besatzungsmitgliedern der DC-9 kam niemand zu Schaden (siehe auch Eastern-Air-Lines-Flug 898).[8]

### 1972
- 29. Juni 1972 – Flughafen Blackpool (England). Ein HFB 320 Hansa Jet der Inter City Flug  (Luftfahrzeugkennzeichen D-CASY) verunglückte bei dem Versuch zu starten. Die Verriegelung des Höhenruders war vor dem Start nicht gelöst worden, wodurch die Maschine nicht abheben konnte. Bei sehr hoher Geschwindigkeit wurde der Start abgebrochen. Das Flugzeug überrollte das Startbahnende und eine Bahnlinie und kam in einem Ferienlager zum Stillstand. Sieben der acht Insassen wurden getötet.[9]

- 6. Oktober 1972 – Pazifik, Chile. Eine zweimotorige Aero Commander 680 der chilenischen Línea Aérea Taxpa (CC-CEO) verschwand auf dem 700 Kilometer langen Flug von Valparaíso zur Robinson-Crusoe-Insel ab. Acht Personen werden seit dem Verschwinden des Flugzeugs vermisst. Von der Maschine wurde keine Spur gefunden.[10][11]

### 1973
- Am 12. Dezember 1973 kollidierte eine Dassault Falcon 20 der Fred. Olsens Flyselskap (Luftfahrzeugkennzeichen LN-FOE) mit einem großen Vogelschwarm kurz nach dem Abheben von der Startbahn 28 am Flughafen Norwich. Beide Triebwerke fielen aus; den Piloten gelang es trotz der Dämmerung, die Maschine in einem nahe gelegenen Feld notzulanden. Alle drei Crewmitglieder wurden verletzt, während keiner der sechs Passagiere Verletzungen erlitt. Am Flugzeug entstand Totalschaden.[12]

### 1977
- Am 2. April 1977 kam es mit einer Beechcraft 65-B80 Queen Air der kolumbianischen Taxi Aéreo El Venado (Luftfahrzeugkennzeichen HK-1067) bei einem Frachtflug auf dem Flugplatz von Yopal (Kolumbien), auch bekannt als Flugplatz El Alcaraván, zu einem Unfall. Alle Insassen überlebten. Das Flugzeug wurde irreparabel beschädigt.[13]

### 1978
- Am 9. Juli 1978 stürzte eine Aero Ae-145 des britischen Eigentümers William Henry Grimes (Luftfahrzeugkennzeichen G-ASWS) 400 Meter hinter der Startbahn am Flughafen Lydd (Kent, Großbritannien) aus etwa 45 Metern Höhe ab. Der Unfall ereignete sich nach einem totalen Leistungsverlust des rechten Triebwerks während des anfänglichen Steigflugs, kurz nachdem das Flugzeug in der Luft war. Die Richtungskontrolle ging allmählich verloren, die Maschine stürzte in ein Maisfeld und wurde zerstört. Es konnte kein Triebwerksdefekt gefunden werden, der den Leistungsverlust verursacht hätte, aber es ist möglich, dass der Kraftstoffhahn des rechten Triebwerks absichtlich geschlossen wurde. Der Absturz wurde durch den Verlust der Richtungskontrolle während des asymmetrischen Motorfluges verursacht. Alle 4 Insassen, der Pilot und die 3 Passagiere, kamen ums Leben. Die Feuerwehr des Flughafens Lydd konnte nicht vor Ort sein, weil die Löschfahrzeuge nicht für den Einsatz auf öffentlichen Straßen versteuert oder versichert waren und ihre Fahrer nicht über die erforderlichen Lkw-Lizenzen für das Fahren solcher Fahrzeuge auf diesen Straßen oder die Erlaubnis zum Befahren von Privatgrundstücken verfügten. So blieb es der Feuerwehr der Grafschaft Kent überlassen, zur Unfallstelle zu fahren und dort 22 Minuten nach dem Absturz einzutreffen.[14]

### 1979
- Am 22. Januar 1979 stürzte eine Partenavia P.68B Victor der britischen Business Air Travel (Luftfahrzeugkennzeichen G-BEUT) im Anflug auf den Flughafen Lydd (Kent, Großbritannien) 9,6 Kilometer südöstlich des Ziels in der Romney Marsh ab und wurde zerstört. Bei einem Nicht-Präzisionsanflugverfahren während eines Schneesturms verlor der Pilot die Kontrolle über das Flugzeug. Alle 3 Insassen, der Pilot und beide Passagiere, kamen ums Leben.[15]

### 1980
- (A) 3. April 1980 – Während eines Testfluges vom Mojave Air & Space Port kam es an einer Canadair CL-600-1A11 Challenger 600 der Canadair (C-GCGR-X) zum Deep Stall. Der Anti-Spin-Fallschirm öffnete nicht ordnungsgemäß. Die dreiköpfige Besatzung sprang daraufhin aus der Maschine ab, jedoch versagte der Fallschirm des Flugkapitäns, welcher daraufhin ungebremst zu Boden stürzte und starb. Die Unfalluntersuchung ergab, dass an der Maschine zeitgleich vier voneinander unabhängige Komponentenausfälle aufgetreten waren, von denen sich drei bereits zuvor schon einmal ereignet hatten. Es handelte sich um den ersten Zwischenfall mit diesem Flugzeugtyp mit Todesopfern (siehe auch Flugunfall einer Canadair CL-600 von Canadair bei Mojave).

### 1985
- (A) 29. September 1985 – Bei einer mit Fallschirmspringern vollbesetzten US-amerikanischen Cessna 208 (Luftfahrzeugkennzeichen N551CC) kam es kurz nach dem Start bei Jenkinsburg, Georgia zu einem Triebwerksausfall. Die Maschine stürzte aus einer Höhe von 300 Fuß trudelnd zu Boden. Alle 17 Insassen kamen dabei ums Leben. Bei der Unfalluntersuchung wurden erhebliche Mengen an Wasser im Treibstoff gefunden, was auf eine unsachgemäße Lagerung der Kraftstoffbehälter zurückgeführt wurde, aus denen die Maschine betankt wurde. Außerdem wurde ein Überschreiten des maximalen Startgewichts und eine falsche Gewichtsverteilung in der Maschine festgestellt. Beim Stand vom Mai 2023 handelt es sich um den schwersten Zwischenfall mit einer Cessna 208 (siehe auch Flugunfall bei Jenkinsburg).[16]

### 1987
- 4. März 1987 – Eine in Hamilton (Ontario) gestartete Cessna 208B Super Cargomaster der kanadischen Air Georgian (C-FESJ)  verunglückte während des Anflugs auf den Flughafen Barrie-Orillia Lake Simcoe (Ontario). Der Pilot, einziger Insasse auf dem Frachtflug, kam ums Leben. Das Flugzeug konnte repariert werden.[17]

- (A) 11. August 1987 – Beim Landeanflug auf den Flughafen München-Riem stürzte eine Piper PA 31T Cheyenne II einer Flugschule auf eine Straßenkreuzung. Neben den beiden Insassen des Flugzeuges starben sieben weitere Personen am Boden: eine Radfahrerin sowie mehrere Insassen eines Linienbusses und Gäste eines McDonald’s-Schnellrestaurants. Eine Tankstelle genau gegenüber McDonald’s wurde nur knapp verfehlt (siehe auch Flugzeugabsturz in Trudering).

### 1989
- (A) 23. Februar 1989 – Eine Aero Commander 690D „Jetprop900“ der Rheintalflug (Luftfahrzeugkennzeichen OE-FCS) stürzte bei Rorschach aus ungeklärter Ursache während des Landeanflugs auf den Flugplatz Altenrhein in den Bodensee. Alle elf Menschen an Bord starben, darunter der damalige österreichische Bundesminister für Soziales Alfred Dallinger (siehe auch Rheintalflug-Flug 102).[18]

### 1990
- Am 21. November 1990 flog eine Beechcraft King Air 200 der deutschen GSW Charterflug (Luftfahrzeugkennzeichen D-IGSW) beim Anflug auf den Flughafen Innsbruck, vom Flughafen Triest kommend, gegen den  Berg Kellerjoch (Tirol). Beide Besatzungsmitglieder und der deutsche Stahlindustrielle Willy Korf kamen ums Leben.[19]

### 1991
- Am 17. Juli 1991 wurde eine Piper PA-31 Navajo der britischen Janes Aviation (Luftfahrzeugkennzeichen G-LYDD) beim Start vom Flughafen Lydd (Kent, Großbritannien) irreparabel beschädigt, als die äußeren 5 Fuß der äußeren rechten Tragfläche und des Querruders während des Starts explodierten und sich zerlegten. Das Flugzeug, das seit über zwei Jahren nicht mehr geflogen war, wurde in den Tagen vor diesem Flug überholt und musste mit zwei Piloten an Bord nach Blackpool überführt werden. Die Ursache des Vorfalls war offenbar ein Kraftstoffleck, das durch ein loses Ventil und/oder eine defekte Dichtung in dem unter Druck stehenden Tank in der rechten Tragfläche verursacht wurde, und/oder das Material des Tanks war porös geworden. Dadurch konnte Treibstoff oder Treibstoffdampf in den Außenflügel entweichen, der dann durch ein elektrisches Bauteil in diesem Teil der Tragfläche entzündet wurde. Beide Piloten, die einzigen Insassen, überlebten den Unfall unverletzt.[20]

### 1992
- Am 26. November 1992 fielen auf einem Übungsflug an einer Cessna 404 Titan des United States Customs Service (Luftfahrzeugkennzeichen N5429J) beide Triebwerke aus. Der Pilot hatte entgegen dem Betriebshandbuch einen langen und schnellen Sinkflug mit Gemischeinstellung auf „voll Reich“ durchgeführt, wobei die Motoren zu stark abkühlten. Die Maschine schlug in der Nähe des Flughafens Tucson (Arizona, USA) im Gelände auf. Der Pilot, der einzige Insassen, überlebte den Unfall. Das Flugzeug wurde zerstört. An allen Zündkerzen beider Triebwerke wurden Rußablagerungen festgestellt.[21]

### 1993
- 2. April 1993 – Wieden (Schwarzwald). Eine Ärztedelegation vom Donauspital in Wien befand sich in einer einmotorigen österreichischen Socata TBM 700. Alle sechs Insassen starben beim Absturz am Wiedener Eck.[22][23]

- 7. Juni 1993 – Köln, Deutschland. Kurz nach dem Start vom Flughafen Köln/Bonn zu einem Trainingsflug stürzte der Learjet 35A D-COCO von Aero-Dienst ab. Dabei starben alle vier Insassen, darunter der Gründer der Spielzeugfirma Dickie, Wolfgang Sauerborn.[24]

### 1994
- (A) 24. Januar 1994 – Beim Anflug auf den Flugplatz Altenrhein stürzte eine Cessna 425 (Luftfahrzeugkennzeichen D-IEFW) in den Bodensee. Alle fünf Insassen kamen dabei ums Leben (siehe auch Absturz einer Cessna 425 in den Bodensee).
- (A)  14. Dezember 1994 – Ein Learjet 35A (N521PA) der Phoenix Air stürzte aufgrund eines Feuers an Bord während des Landeanflugs auf das Fresno Air Terminal ab. Dabei kamen beide Besatzungsmitglieder ums Leben. Das zivile Flugzeug war für Übungen mit Militärflugzeugen ausgerüstet. Vor dem Absturz befand sich das Flugzeug auf dem Rückweg von einer Übung mit General Dynamics F-16 der California Air National Guard, als das Feuer an Bord ausbrach (siehe auch Phoenix-Air-Flug Dart 21).[25]

### 1996
- (A) 19. Februar 1996 – Eine aus Berlin kommende Cessna Citation 550 (D-CASH) geriet im ILS-Anflug auf den grenznahen österreichischen Flughafen Salzburg in eine unkontrollierte Fluglage und stürzte kurz vor der Staatsgrenze bei Freilassing (Bundesrepublik Deutschland) in den Auwald. Alle zehn Insassen kamen ums Leben (siehe auch  Absturz einer Cessna 550 bei Freilassing 1996).[26][27]

- (A) 24. Februar 1996 – Karibisches Meer, nahe Kuba. Flugzeugabschuss der „Brothers to the Rescue“: Zwei Cessna 337 der Exilkubaner-Gruppe „Brothers to the Rescue“ wurden abgeschossen. Dabei starben vier Personen.

- 8. August 1996 – Offenburg, Deutschland. Die Dassault Falcon 10 der Hubert Burda Media kollidierte beim Landeanflug auf den Flugplatz Offenburg mit einem wolkenverhangenen Berg. Vier Menschen kamen ums Leben.[28]

### 2000
- Am 3. Juni 2000 stürzte eine Piper PA-46-310P Malibu (Luftfahrzeugkennzeichen D-EEII) nach Kontrollverlust während eines Fluges durch ein Gewitter bei Thury-en-Valois in Frankreich ab. Die Maschine, welche am Flugplatz Allendorf/Eder registriert war, befand sich auf dem Rückflug von der Kanalinsel Jersey. Alle 6 Insassen kamen bei dem Absturz ums Leben.[29]

### 2001
- Am 25. Januar 2001 wurde eine Piper PA-34-220T Seneca III der deutschen Fa. Skybeam (Luftfahrzeugkennzeichen N747AG) im Anflug auf den Flugplatz Augsburg bei Affing (Bayern), 4,5 Kilometer nordöstlich des Flugplatzes in Bäume geflogen. Die Maschine kam vom englischen Flugplatz Biggin Hill und befand sich auf einem Anflug unter Instrumentenflugbedingungen, als sie weit entfernt vom Ziel in den Boden  geflogen wurde. Während des ILS-Anflugs war die Anzeige auf dem HSI (horizontal situation indicator) nicht vom GPS- auf den ILS-Modus umgeschaltet worden und damit für einen Präzisionsanflug ungeeignet. Beitragende Ursache war die mangelhafte Cockpitgestaltung von Piper, die den entsprechenden Schalter in einer schwach beleuchteten Position anordnete, wo er vom Piloten nur schwer und vom Kopiloten gar nicht zu sehen ist. Es handelte sich um einen nicht genehmigten Charterflug mit zahlenden Passagieren. Der Pilot war seit mehr als 15 Stunden im Dienst. Er besaß eine im Dezember 2000 ausgestellte US FAA CPL-Lizenz; seine deutsche Lizenz war ihm im November 2000 aufgrund von 33 verschiedenen polizeilichen Ermittlungen entzogen worden. Durch diesen CFIT (Controlled flight into terrain) wurden 4 der 5 Insassen getötet, ein Passagier überlebte schwer verletzt. Das Flugzeug wurde zerstört.[30]

- Am 25. August 2001 stürzte eine Cessna 402B der US-amerikanischen Blackhawk International Airways (N8097W) auf dem Flug von den Bahamas nach Miami unmittelbar nach dem Start vom Flughafen Marsh Harbour gegen 18:45 Uhr Ortszeit wenige hundert Meter hinter der Startbahn ab. Alle 9 Insassen wurden getötet, das Flugzeug wurde zerstört. Wie sich später herausstellte, war das Flugzeug um 427 kg überladen. Die Trimmungen des Querruders war auf "Voll rechts" eingestellt, die des Seitenruders auf "Voll links" und die des Höhenruders auf "Voll Nase nach unten". Alle Zündkerzen waren völlig verbraucht. Es hatte insgesamt schon vier Verwaltungsverfahren wegen Wartungsversagen gegen Blackhawk durch die Federal Aviation Administration gegeben. Der Pilot hatte in seinem Logbuch seine Erfahrung auf diesem Luftfahrzeugmuster gefälscht, ebenso wie seine Qualifikation für dieses Luftfahrzeugmuster. Er hatte weder die normalen Betriebsverfahren noch die Checkliste des Herstellers befolgt und Beladung und Schwerpunkt ignoriert. Zudem stellte sich bei seiner Autopsie heraus, dass er unter Einfluss von Alkohol und Kokain gestanden hatte. Einer der Passagiere war die Sängerin und Schauspielerin Aaliyah.[31]

### 2002
- 14. März 2002 – Der Rettungshubschrauber SAR 71, eine Bell UH-1D mit dem Kennzeichen 71+76 der Bundeswehr, stürzte nach einem misslungenen Umkehrmanöver bei Hamburg-Hummelsbüttel ab. Alle fünf der an Bord befindlichen Besatzungsmitglieder starben bei dem Unfall.[32]

- 11. Juli 2002 – Ein Hubschrauber vom Typ Hughes 269C stürzte auf den Grasstreifen neben der Landebahn des Flughafens Paderborn/Lippstadt, beide Insassen kamen bei dem Unfall ums Leben. Als Ursache wird ein Fehler in der Antriebseinheit in Kombination mit einer falschen Reaktion des Piloten ermittelt.[33]

- 14. Juli 2002 – Ein Hubschrauber des Typs Bell 205 stürzte bei Salàs de Pallars in Spanien aufgrund von Kontrollverlust nach Berührung einer Hochspannungsleitung ab. Bei dem Unfall starben alle acht Insassen.[34]

- 16. Juli 2002 – Ein Sikorsky S-76 von Bristow Helicopters (G-BJVX), welcher sich auf einem Flug zu mehreren Förderplattformen in der Nordsee befand, stürzte aufgrund eines Strukturversagens ab. Alle elf Insassen kamen bei dem Unfall ums Leben.[35]

- 3. Dezember 2002 – Ein Learjet 36A der Phoenix Air (N546PA) kollidierte beim Start mit einem Elch und überschoss beim Startabbruch vom Astor-i-a Regional Airport (Oregon, USA) das Ende der Start- und Landebahn. Alle Insassen, zwei Crewmitglieder und zwei Passagiere, überlebten, das Flugzeug wurde zerstört.[36]

### 2003
- Am 20. Januar 2003 stürzte der Rettungshubschrauber Christoph 19, eine Bölkow Bo 105,  bei Bienenbüttel (Niedersachsen) in den Elbe-Seitenkanal, nachdem er beim Unterfliegen einer Brücke mit seinem Heck Eisschollen auf der Elbe gestreift hatte. Bei dem Absturz kam der Notarzt ums Leben.[37]

- (A) Am 24. Januar 2003 gewann ein von der kenianischen Regierung gechartertes Geschäftsreiseflugzeug vom Typ Grumman G-159 Gulfstream I (5Y-EMJ) nach dem Start in Busia, Kenia nicht genug an Höhe und kollidierte mit Hindernissen. Drei Personen wurden getötet, unter anderem der kenianische Arbeitsminister. Die Untersuchungen ergaben große Irregularitäten beim Betrieb der Maschine (siehe auch Flugunfall einer Grumman Gulfstream I in Busia).[38]

### 2004
- Am 26. Februar 2004 wurde eine Beechcraft King Air B200 der Regierung von Bosnien und Herzegowina (Z3-BAB) auf dem Flug von Skopje nach Mostar etwa 10 Kilometer südsüdöstlich des Flughafens Mostar gegen einen Berg geflogen. Bei diesem CFIT (Controlled flight into terrain) wurden alle neun Personen an Bord getötet, zwei Besatzungsmitglieder und 7 Passagiere, darunter der mazedonische Staatspräsident Boris Trajkovski.[39]

### 2005
- 10. August 2005 – Estland. Ein Hubschrauber des Typs Sikorsky S-76 C+ der finnischen Gesellschaft Copterline stürzte drei Minuten nach dem Start in der estnischen Hauptstadt Tallinn auf dem Weg nach Helsinki nahe der Insel Naissaar in die Ostsee und sank 60 m tief. Alle zwölf Passagiere und die zwei Besatzungsmitglieder kamen ums Leben.

- 5. September 2005 – Ötztal, Tirol, Österreich. Ein Hubschrauber der österreichischen Knaus Helicopter GmbH verlor einen etwa 750 kg schweren Betonkübel. Dieser fiel auf eine Kabinenluftseilbahn. Eine Gondel stürzte ab, aus zwei weiteren Gondeln wurden Insassen durch die Seilschwingungen herausgeschleudert. 9 Menschen, davon 6 Kinder bzw. Jugendliche, starben. 7 Menschen wurden verletzt, davon 4 schwer.

- 28. September 2005 – Baden-Württemberg, Deutschland. Ein Rettungshubschrauber vom Typ MBB/Kawasaki BK 117 der Deutschen Rettungsflugwacht stürzte am späten Vormittag in unwegsamen Gelände bei Weilheim ab. Alle vier Insassen: Pilot, Arzt, Rettungsassistent und die zu transportierende Patientin kamen ums Leben. Der Hubschrauber mit dem Rufzeichen „Christoph 51“ befand sich auf einem Verlegungsflug von Gerlingen nach München.

### 2006
- Am 2. Juli 2006 verunglückte in Hamburg ein einmotoriges Wasserflugzeug des Typs De Havilland Canada DHC-2 Beaver nach einem Triebwerksausfall bei der dann versuchten Notlandung auf einem Bahngelände im Hamburger Hafen. Von den 6 Insassen starben der Pilot und 4 Passagiere. Ein Fluggast überlebte schwer verletzt.

### 2007
- 7. Januar 2007 – Flughafen Sandy Bay, Kanada. Eine Beechcraft A100 King Air der Transwest Air geriet kurz vor der Landung außer Kontrolle und stürzte auf der Start- und Landebahn 05 von Flughafen Sandy Bay ab. Von den zwei Crewmitgliedern und zwei Passagieren kam ein Crewmitglied ums Leben.[40]

- 9. Januar 2007 – Guadalajara, Mexiko. Eine Learjet 24F der Ameristar Jet Charter stürzte nahe dem Flughafen Guadalajara ab. Alle zwei Crewmitglieder an Bord starben.[41]

- 5. Juli 2007 – Sinaloa, Mexiko. Bei der Bruchlandung eines Frachtflugzeugs vom Typ North American T-39 Sabreliner der mexikanischen Firma Jett Paqueteria SA kamen neun Menschen ums Leben, davon sechs am Boden. Vier weitere wurden verletzt, als die Maschine nach ihrem missglückten Start am Flughafen von Culiacán im Bundesstaat Sinaloa auf eine stark befahrene Straße stürzte.[42]

### 2008
- (A) Am 4. November 2008 geriet ein Learjet 45 in eine Wirbelschleppe und stürzte über dem Stadtteil Lomas de Chapultepec von Mexiko-Stadt ab. Die drei Besatzungsmitglieder, alle fünf Passagiere und sechs Menschen am Boden kamen ums Leben, mehr als 40 wurden verletzt. Unter den Toten befand sich auch der mexikanische Innenminister Juan Camilo Mouriño (siehe auch Absturz eines Learjet 45 in Mexiko-Stadt 2008).

### 2009
- Am 12. Februar 2009 erfasste in der Schweiz eine Falcon 10/100 (Luftfahrzeugkennzeichen VP-BAF) während einer nicht korrekt ausgerichteten Landung auf dem Flugplatz Samedan während des unsteuerbaren Abdriftens von der Piste mit der linken Tragfläche einen parallel zur Piste und 5 Meter außerhalb derjenigen verlaufenden Schneewall in zirka 1,1 Metern Höhe und prallte nach der dadurch erfolgenden Drehung um die Gierachse kurz danach mit der rechten Rumpfseite in den quer zur Piste stehenden vier Meter hohen Schneewall neben dem Hauptrollweg zu den Abstellflächen.[43] Beide Piloten starben im abgebrochenen Vorderteil, der Passagier überlebte verletzt.[44] Das Bundesamt für Zivilluftfahrt ordnete danach die Schließung des Flugplatzes an, bis die Schneewälle abgetragen waren und beauftragte ein neues Schneeräumungskonzept. Die Hauptursachen des Unfalls sah das Büro für Flugunfalluntersuchungen in Fehlern der Piloten, die zu einer Landung geführt hatten, welche mit dem Aufsetzen der rechten Tragfläche auf der linken Hälfte der Piste begonnen hatte. Der Anflug erfolgte bei diffusem Licht und leichtem Schneefall nach einer Wartezeit infolge laufender Schneeräumungsarbeiten.[45] Die erlaubte Höhe von Schnee entlang der Piste laut Internationalen Zivilluftfahrtorganisation ICAO beträgt 0,6 Meter in 5 Meter Abstand von der Piste, dies im optimalen Fall nach Beendigung der Schneeräumung.[43]

### 2010
- (A) Am 14. Februar 2010 verunglückte eine Cessna Citation Bravo (OK-ACH) nahe Reinhardtsdorf-Schöna in Sachsen, dabei wurden die beiden Piloten getötet und das Luftfahrzeug zerstört. Grund für den Absturz war eine durch den Copiloten eingeleitete Rolle, bei der die Besatzung die räumliche Orientierung verloren hat (siehe auch Time-Air-Flug 039C).[46]

### 2011
- (A) 16. September 2011 – Nevada, USA. Reno-Air-Race-Flugzeugunglück 2011: Bei dem Reno Air Race in Reno geriet eine North American P-51 außer Kontrolle und schlug vor einer Zuschauertribüne auf. Dabei wurden der Pilot und neun Zuschauer getötet sowie 69 Menschen zum Teil schwer verletzt.[47]

- 11. November 2011 – Ein in Locarno-Magadino gestarteter Helikopter des Typs A-109E stürzte in Italien südwestlich von Ancona ab, wobei alle 3 Insassen ums Leben kamen. Die in der Schweiz mit dem Kennzeichen HB-ZJN registrierte Maschine war vom Eigentümer selbst gesteuert worden.[48]

### 2012
- 11. Juni 2012 – Ural, Russland. Eine AN-2, eingeteilt zur Suche nach Waldbränden,[49] startete zu einem nicht genehmigten Flug nahe Serow und verschwand. Das Wrack der Maschine und 13 Leichen wurden im Mai 2013 im Ural, in schwer zugänglichem Gelände, 8 Kilometer von der Startbahn entfernt, gefunden.[50]

- (A) 8. Dezember 2012 – Hessen, Deutschland. Bei der Flugzeugkollision bei Wölfersheim kollidierten eine Robin DR 400 und eine Piper PA-32R in der Luft und stürzten in der Nähe von Wölfersheim im hessischen Wetteraukreis ab. Eines der beiden Flugzeuge war von Koblenz aus in Richtung Reichelsheim gestartet, die andere Maschine hatte sich auf dem Weg von Stadtlohn nach Aschaffenburg befunden. Bei dem Unfall kamen acht Menschen, darunter vier Kinder und ein Pilot der Lufthansa, ums Leben.[51]

- 9. Dezember 2012 – Nuevo León, Mexiko. Beim Absturz eines Learjets 25 ca. 120 Kilometer südlich von Monterrey starben alle sieben Insassen, darunter auch die mexikanisch-amerikanische Sängerin Jenni Rivera. Das Flugzeug war in der Hauptstadt des mexikanischen Bundesstaates Nuevo León in Richtung Toluca gestartet und bereits nach wenigen Minuten als vermisst gemeldet worden.[52]

### 2013
- 16. Januar 2013 – Bei schlechter Sicht flog ein Hubschrauber des Typs AgustaWestland AW109 in London in einen Baukran der Hochhausbaustelle von St George Wharf Tower. Bei dem Unfall kamen 2 Personen ums Leben, 13 weitere wurden verletzt.[53][54]

- 26. Februar 2013 – Während des Landemanövers in Luxor (Ägypten) geriet ein Heißluftballon mit 20 Passagieren an Bord in Brand und stürzte ab. Dabei wurden 19 Passagiere getötet. Gemessen an der Zahl der Todesfälle war das Ereignis der größte bekannte Ballon-Unfall seit Jahrzehnten.[55]
- (A) 21. März – Flugunfall am Berliner Olympiastadion: Im Zuge einer Großübung der Bundespolizei kollidierte ein Hubschrauber mit einem stehenden Hubschrauber. Es wurden acht Menschen verletzt, darunter vier schwer. Einer der Piloten starb.

- 19. April 2013 – Beim Anflug auf den Flugplatz Rotenburg Wümme, um weitere Passagiere aufzunehmen, stürzte die sich auf dem Flug von Kiel zur Luftfahrtmesse AERO in Friedrichshafen am Bodensee befindliche, einmotorige Maschine des Typs TBM 700 nahe der Ortschaft Bötersen auf einem Feld ab. Das Wrack brannte vollständig aus, alle vier Insassen kamen hierbei ums Leben.[56][57][58]

- 7. Juli 2013 – Eine DHC-3 Otter der Fluggesellschaft Rediske Air stürzte bei Soldotna, Alaska (USA) ab. Dabei kamen 10 Menschen ums Leben.[59]

- 29. November 2013 – Ein Polizeihubschrauber des Typs Eurocopter EC 135T2+, der  von Bond Helicopters betrieben wurde (Luftfahrzeugkennzeichen G-SPAO), stürzte bei Dunkelheit auf den Pub „Clutha Vault“ am Ufer des Clyde-Flusses im östlichen Teil Glasgows, wobei 10 Menschen getötet wurden. Der Unfallort liegt 5,3 Kilometer ostsüdöstlich des Glasgow City Heliport, der Basis des Hubschraubers. Kurz nacheinander fielen beide Triebwerke aus. Obwohl noch 76 kg Treibstoff im Haupttank verfügbar waren, hatte der sehr erfahrene Pilot weder die hierfür vorgesehenen Pumpen eingeschaltet noch das Verfahren befolgt, innerhalb von 10 Minuten nach Aufleuchten einer entsprechenden Warnlampe zu landen. Daher fielen beide Triebwerke auf Grund fehlender Treibstoffversorgung aus. Auch eine Notlandung durch Autorotation wurde nicht eingeleitet. Bei dem Absturz kamen der Pilot und die beiden an Bord befindlichen Polizisten ums Leben, ebenso wie sieben Besucher des Pubs.[60]

### 2014
- (A) 23. Juni 2014 – Nordrhein-Westfalen, Deutschland. Absturz eines Learjet 35 im Sauerland: Bei einer Abfangübung kollidierten ein Kampfjet des Typs Eurofighter und ein Learjet 35 der Gesellschaft für Flugzieldarstellung; letzterer stürzte ab. Seine beiden Insassen kamen dabei ums Leben.[61]

- 10. Oktober 2014 – Tuwa, Russland. Absturz eines Hubschraubers Mi-8 der Firma Tuvan Airlines mit 14 Toten. Der Absturzort wurde erst am 7. August 2015 gefunden. Ein Gebiet von 70.000 Quadratkilometern (fast so groß wie Österreich) war in 168 Flügen im Herbst 2014 ohne Erfolg abgesucht worden.[62][63][64]

- (A) 20. Oktober 2014 – Moskau, Russland. Beim Start am Flughafen Moskau-Wnukowo kollidierte eine französische Dassault Falcon 50EX bei schlechter Sicht mit einem Schneepflug. Die drei Besatzungsmitglieder und der Passagier Christophe de Margerie, CEO von Total S.A., wurden bei dem Unfall getötet. Der möglicherweise alkoholisierte Fahrer des Schneepflugs blieb unverletzt (siehe auch Flugunfall des Total-Managers Christophe de Margerie).[65]

### 2015
- 18. Januar 2015 – Baden-Württemberg, Deutschland. In Rechberghausen stürzte eine Piper PA-24 Comanche in ein Wohngebiet. Der bekannte Pilot Wolfgang Dallach und seine Begleiterin starben.[66] Beide waren während des Fluges bewusstlos geworden.[67]

- 4. März 2015 – Virginia, USA. Eine 1975 gebaute, viersitzige Mooney M20 F stürzte auf dem Flug von Key West nach Buffalo mit dem Piloten und zwei weiteren Passagieren, darunter der Schlagzeuger Ted Reinhardt, in den Botanischen Garten von Norfolk. Alle Insassen des Kleinflugzeugs starben bei dem Absturz.[68][69]

- (A) 9. März 2015 – Argentinien. Hubschrauber-Kollision bei Villa Castelli: Bei der Kollision zweier Helikopter der Marke Eurocopter während der Dreharbeiten für die Reality-Show Dropped in der abgelegenen argentinischen Provinz La Rioja kamen alle zehn Menschen an Bord ums Leben. Unter den Opfern befanden sich die prominenten französischen Sportler Florence Arthaud, Camille Muffat und Alexis Vastine.[70]

- 2. Juni 2015 – Ein Helikopter des Typs Écureuil mit dem Kennzeichen 9N-AJP der Firma Mountain Helicopters Pvt Ltd stürzte in Nepal im Distrikt Sindhupalchok ab. Der Pilot und drei Mitarbeiter von Médecins Sans Frontières, darunter eine niederländische Mitarbeiterin, kamen ums Leben. Augenzeugen zufolge war der Hubschrauber mit Stromleitungen kollidiert.[71]

- 19. Juli 2015 – Ein  Rettungshubschrauber vom Typ AgustaWestland AW109 war auf dem Weg zu einem Notfall im Nationalpark Slowakisches Paradies, (Slowakei). Beim Anflug der Einsatzstelle kollidierte er mit einer Hochspannungsleitung und stürzte ca. 100 m tief in eine Schlucht. Die Besatzung, bestehend aus Pilot, Rettungssanitäter, Notarzt und Bergführer, kam bei dem Unfall ums Leben.[72]

- 15. August 2015 – Ochotskisches Meer, Russland. Während eines Fluges vom Dorf Polina Osipenko in der Region Chabarowsk stürzte ein Mil Mi-8 Helikopter in die Bucht von Ongachan. Von 16 Insassen wurden 11 gerettet.[73]

### 2016
- Am 8. März 2016 kam es zum Zusammenstoß zweier einmotoriger Kleinflugzeuge, einer Cessna 152 mit einem Prototyp von Petrel (Argentinien) nahe Flugclub General Rodriguez, 50 km westlich Buenos Aires, Argentinien. Dabei gab es drei Tote und einen Leichtverletzten.[74]

- Am 14. Juli 2016 stürzte eine Piper PA-32R-301T Turbo Saratoga SP (N710CC) auf dem Flug von Venedig nach Leipzig in Slowenien bei Ajdovščina wegen Vereisung ab. Alle 4 Insassen starben, darunter auch der Unister-Chef Thomas Wagner.[75]

- Am 30. Juli 2016 kollidierte ein Heißluftballon in Texas mit einer Stromleitung. Alle 16 Insassen starben bei dem Unfall.[76]

- Am 1. September 2016 meldete der Pilot eines einmotorigen Propellerflugzeugs des Typs Robin DR 400 (D-ELTK) auf einem Charter-Rundflug 35 Minuten nach dem Start vom Flugplatz Leutkirch-Unterzeil (Allgäu) Motorprobleme. Die Maschine stürzte im Ortsteil Nannenbach auf freiem Feld ab. Der deutsche Pilot und das Passagier-Paar aus Vorarlberg, alle um die 30 Jahre alt, starben dabei.[77][78]

- Am 19. November 2016 verunglückte bei nebligem Wetter ein in Lugano-Agno gestarteter Hubschrauber des Typs Agusta A109 nördlich von Varese bei Alpe Tedesco. Dabei kam ein Passagier ums Leben. Der Pilot und ein weiterer Passagier überlebten den Flug, von dem vor dem Start abgeraten worden war.[79]

- Am 7. Dezember 2016 verunglückte eine Piper PA-34 Seneca (HB-LSD) auf dem Flughafen Basel-Mülhausen mit zwei Personen an Bord. Das Flugzeug verunglückte bei der Landung auf der Landebahn 15/33 und fing Feuer. Dabei kam eine der beiden Personen an Bord ums Leben.[80]

### 2017
- Am 23. Januar 2017 kamen beim Flugunfall einer Beechcraft Super King Air 300 des Unternehmens KAAZ LLC aus Tustin, Kalifornien (Luftfahrzeugkennzeichen N385KA) beide Insassen ums Leben, als der Pilot kurz nach dem Start vom Flughafen Tucson (Arizona, USA) die Kontrolle über die Maschine verlor. Toxikologische Untersuchungen ergaben, dass der Pilot unter erheblichem Einfluss von Medikamenten und Drogen gestanden hatte (siehe auch Flugunfall einer Beechcraft King Air auf dem Tucson International Airport 2017).[81][82]

- Am 5. April 2017 stürzte im Wedemärker Ortsteil Elze ein Ultraleichtflugzeug des Typs MD3 Rider MK2 (D-MLPT) ab, nachdem es mit einer Hochspannungsleitung kollidiert war, wodurch in Bissendorf kurz der Strom ausfiel. Nach dem Ausbrennen des Flugzeugs wurden beide Insassen tot geborgen.[83]

- 17. April 2017 – Eine in der Schweiz registrierte Piper PA-31T (HB-LTI) stürzte bei Lissabon ab und tötete neben den 4 Insassen auch einen Lastwagenfahrer, als das Flugzeug auf dessen Anhänger stürzte, welcher sich beim Entladen bei einem Supermarkt befunden hatte. Das Flugzeug war zwei Minuten zuvor von Cascais in Richtung Marseille gestartet.[84][85]

- 4. August 2017 – Im Rahmen des vom Aero-Club der Schweiz organisierten Aviatik-Jugendlagers stürzte eine in Samedan gestartete Piper PA-28-181 Archer II (HB-PER) der Motorfluggruppe Oberengadin rund 300 Meter nördlich von Diavolezza ab. Zwei der drei jugendlichen Passagiere und der Pilot kamen bei dem Unfall ums Leben, eine Passagierin konnte schwer verletzt geborgen werden. Als Unfallursache wurde eine ungeeignete und risikoreiche Flugtaktik festgestellt, wobei das Überlassen der Steuerführung an eine des Fliegens unkundige Person direkt zum Unfall beigetragen hat. Der Pilot hatte zwar eine Privatpilotenlizenz (PPL(A)), war jedoch nicht als Fluglehrer qualifiziert. Außerdem haben die Organisatoren durch ihr mangelndes Sicherheitsbewusstsein systemisch zum Unfall beigetragen.[86][87]

- 8. August 2017 – Ein Kleinflugzeug des Typs Piper Malibu (HB-PPH) stürzte nahe der Insel Mainau in den Bodensee. Das Flugzeug war mit einem 74-jährigen Piloten und dessen 75-jähriger Partnerin in Zürich gestartet und auf dem Weg nach Hamburg, als der Kontakt mit der Luftraumüberwachung abbrach.[88]

- 20. August 2017 – Auf einem Flug von Sion mit Ziel Biel-Kappelen verunglückte eine Piper Warrior II mit dem Schweizer Kennzeichen HB-PTL nördlich von Sion am Sanetschpass auf etwa 2100 Metern Höhe. Drei Personen starben beim Absturz.[89]

- 12. September 2017 – Eine einmotorige Mooney M20K stürzte auf dem Flug von Donaueschingen (Baden-Württemberg) in die Region Albegna (Toskana, Italien) oberhalb von Braunwald in den Schweizer Alpen ab. Der 64-jährige Pilot und sein 76-jähriger Passagier verstarben.[90]

### 2018
- 23. Januar 2018 – Beim Landeanflug auf den Flugplatz Speyer kollidierte eine Piper PA-28 aus Basel mit einem Rettungshubschrauber der DRF Luftrettung, der sich auf einem Übungsflug befand, in der Nähe des Erlichsees bei Oberhausen-Rheinhausen. Der Pilot, sein Flugschüler und die beiden DRF-Piloten kamen beim Absturz der beiden Maschinen ums Leben.[91]

- 11. März 2018 – Ein für private Fotoaufnahmen gecharterter Hubschrauber Eurocopter AS 350 verlor im Luftraum über New York City drastisch an Höhe, setzte zwischen den Stadtteilen Manhattan und Queens auf dem East River auf, kippte mit drehendem Rotor seitlich um und ging unter. Der Pilot des Hubschraubers konnte sich befreien, die übrigen fünf Personen an Bord starben.[92]

- (A) 11. März 2018 – Eine Bombardier Challenger 604 im Besitz der Istanbuler Basaran Holding Company (TC-TRB) stürzt in der iranischen Region Bachtiari in der Provinz Schahar Mahall rund 400 Kilometer südlich von Teheran ab. Aufgrund von Differenzen der Geschwindigkeitsanzeigen flog die Kapitänin die Maschine in einen Strömungsabriss, obwohl ihn die Erste Offizierin mindestens dreimal aufforderte, das für diesen Fall vorgeschriebene Notverfahren anzuwenden. Alle 11 an Bord befindlichen Personen starben, darunter Mina Basaran, die Tochter des Firmenchefs Hüseyin Basaran. Sie hatte mit ihren Freundinnen ihren Junggesellinnen-Abschied in den Vereinigten Arabischen Emiraten gefeiert (siehe auch Flugunfall einer Canadair CL-600 im Iran 2018).[93][94]

- 27. Oktober 2018 – Beim Abflug aus dem Stadion von Leicester City in England kam der Hubschrauber vom Typ AgustaWestland AW169 mit dem Kennzeichen G-VSKP in eine unkontrollierbare Drehbewegung aufgrund eines Defektes im Bereich des Heckrotors. Der Pilot und vier Passagiere, darunter Vichai Srivaddhanaprabha, starben während des Absturzes und des ausgebrochenen Feuers. Einen Rettungsversuch zweier Polizisten mussten diese wegen des Feuers abbrechen.[95]

- Am 8. November 2018 verunglückte eine Mil Mi-8T der “Barkol” Airlines im Gebiet Twer, bei welchem der Flugingenieur getötet wurde. Beim Hubschrauber wurden nicht für den Flugzeugtyp zertifizierte Schläuche gefunden.[96]

- 15. Dezember 2018 – Ein Rettungshubschrauber, der einen Patienten nach Porto geflogen hatte, stürzte in Portugal in der Nähe von Couce bei Porto ab. Alle 4 Insassen, beide Piloten, ein Arzt und eine Sanitäterin wurden getötet.[97]

- 30. Dezember 2018 – In Ulan-Ude in der russischen Teilrepublik Burjatien im südöstlichen Sibirien geriet eine Agusta A119 nach ihrem Absturz in Brand, vier Personen starben.[98]

### 2019
- 20. Februar 2019 – Mit einer Cessna 172 der Aero Dili (Luftfahrzeugkennzeichen 4W-AAA) kam es aufgrund technischer Probleme zu einer Bruchlandung westlich von Dili. Pilot und der einzige Passagier blieben unverletzt. Die Maschine wurde irreparabel beschädigt.[99]

- (A) 23. März 2019 – Ein aus Südafrika stammender Pilot, der am gleichen Tag bei einer Feier im Clubhaus des Matsieng Flying Club in Botswana erschienen war, flog am Abend des gleichen Tages mit einer Beechcraft B200 King Air (A2-MBM) absichtlich in den Kontrollturm und das Clubhaus am Matsieng Aerodrome. Da der Pilot vor dem Einschlag mehrere Male um die Gebäude kreiste, konnten diese vorher evakuiert werden. Der Pilot blieb das einzige Todesopfer des Zwischenfalls.[100] Es handelte sich bereits um den zweiten Vorfall dieser Art in Botswana, nachdem 20 Jahre zuvor ein anderer Suizidpilot einen Teil der Flugzeugflotte der Air Botswana zerstört hatte (siehe auch Diebstahl und Absturz einer Beechcraft King Air B200 im März 2019).

- 22. Juni 2019 – Eine Beechcraft King Air A90 (N256TA) stürzte auf Hawaii im Norden der Insel Oʻahu ab. Elf Menschen starben bei dem Unfall.[101][102]

- 27. Juni 2019 – Ein vom Flugplatz in Epagny FR gestartetes Leichtflugzeug Remos GX kollidierte während seines Fluges nach Bex am Col de Sonlomont mit einer Bergflanke. Beim verunfallten Flugzeug, dessen zwei Insassen ums Leben kamen, waren laut Untersuchungsbericht die Gebirgsflugregeln nicht beachtet worden. Insgesamt waren drei Flugzeuge unterwegs mit Mitgliedern derselben Familie als Piloten, jedoch waren die anderen Flugzeuge außer Sichtweite.[103]

- 30. Juni 2019 – Eine Beechcraft King Air B300-350i (N534FF) rollte nach beim Start vom Addison Airport bei Dallas kurz nach dem Abheben nach links, flog gegen einen Hangar und brannte aus. Alle 10 Personen an Bord der Maschine wurden getötet. Das Hangargebäude wurde schwer beschädigt. In dem Hangar waren ein Geschäftsreiseflugzeug vom Typ Dassault Falcon 900 sowie ein Hubschrauber abgestellt, die ebenfalls beschädigt wurden.[104]

- 14. Juli 2019 – Ein Flugzeug des Typs Gippsland GA-8 (SE-MES) stürzte im Norden Schwedens in der Nähe der Stadt Umeå ab. Das Flugzeug stürzte senkrecht auf den Boden. Die Europäische Agentur für Flugsicherheit (EASA) verbot am 19. Juli vorübergehend alle Flüge mit diesem australischen Flugzeugtyp, da eine Tragfläche oder Teile davon im Flug abgebrochen sein könnten. Es starben alle neun Menschen an Bord, darunter Fallschirmspringer.[105][106]

- 20. August 2019 – Eine Agusta A109 stürzte in Griechenland bei Poros ab. Ein griechischer Pilot sowie seine zwei Passagiere kamen ums Leben.[107]

- 24. August 2019 – Ein in der Landwirtschaft eingesetzter Hubschrauber des Typs Mil Mi-2 stürzte in der russischen Region Krasnodar ab, wobei der Pilot ums Leben kam.[108]

- 2. Dezember 2019 – Gegen 1.30 Uhr stürzte in der Nähe von Marseille, Frankreich ein Hubschrauber im Zivilschutzeinsatz nach starken Regenfällen und Überschwemmungen ab. Alle 3 Insassen, Helfer auf dem Weg zu einem Rettungseinsatz, wurden getötet.[109]

### 2020
- Am 17. Juni 2020 brach eine Piper PA-34-220T Seneca III (Luftfahrzeugkennzeichen D-GEMZ) über Reinsfeld in der Luft auseinander und stürzte ab. Der Unfall war darauf zurückzuführen, dass das Flugzeug während des Instrumentenflugs in die Wolken einer Schauerzelle mit starkem Regen und starken Turbulenzen hineingeflogen wurde. Dadurch wurde die Struktur des Flugzeugs überlastet und es brach in der Luft auseinander. Der Pilot, einziger Insasse, wurde getötet.[110]

### 2021
- 18. Februar 2021, 11:30 Uhr – Ein zweimotoriges, viersitziges Reiseflugzeug des Typs Piper PA-34-200T Seneca II (Luftfahrzeugkennzeichen T7-RAR) stürzte vor Staad SG (Schweiz) in den Bodensee. Der Unfall ereignete sich, als das in San Marino registrierte, vom Flugplatz Locarno kommende Flugzeug während des Landeanflugs auf den Flugplatz St. Gallen-Altenrhein nach Instrumentenflugregeln in nebligem Wetter zu steil angeflogen wurde, im Bodensee aufschlug und versank. Der deutsche Pilot (70) wurde fast unverletzt gerettet. Am 12. Mai 2021 wurde das Flugzeug aus 84 m Tiefe mittels Tauchern und 2 Kränen auf einer Autofähre gehoben, im Hafen Rorschach an Land gebracht, um für die Untersuchung zerlegt und abtransportiert zu werden.[111][112]

- 17. Oktober 2021 – Ein Hubschrauber des Typs Robinson R44 stürzte in einen Wald bei Buchen (Baden-Württemberg).[113] Bei dem Unfall kamen alle drei Insassen ums Leben, unter anderem der Mitgründer des Startups Augustus Intelligence, Wolfgang Haupt.[114]

### 2022
- 19. Februar 2022, 13:10 Uhr Ortszeit (UTC–5) – Ein Hubschrauber mit Pilot und 2 Passagieren wurde in Miami, Florida, USA nur 45 m vom Ufer eines Badestrands und nur 6–8 m von einer Schwimmenden entfernt im Wasser notgelandet. Badende schwammen als Retter der Passagiere zur Unfallstelle. Es gab zwei verletzte Insassen.[115][116]

- (A) 4. September 2022, 19:45 Uhr Ortszeit (UTC+2) – Eine Cessna Citation II/SP (= Modell 551, Single Pilot), Privatjet eines deutschen Unternehmens (Luftfahrzeugkennzeichen OE-FGR) startete in Jerez de los Caballeros, Spanien mit dem Ziel Köln. Die 4 Insassen waren der Pilot, ein Mann, seine Tochter und eine Frau. Bald nach dem Start wurde ein Problem mit dem Kabinendruck gemeldet. Die Kommunikation brach danach ab. Der folgende Flug änderte mehrmals seinen Kurs, verlief über Köln hinaus bis über die Ostsee, verlor plötzlich an Höhe und stürzte um 19.45 Uhr nordwestlich der lettischen Stadt Ventspils ins Meer. Kampfjets aus Spanien, Frankreich, Deutschland und Dänemark begleiteten in Abfolge die Maschine, konnten jedoch keinen Kontakt mit den Insassen herstellen.[117] Eine Reiseflughöhe von 11.000 m wird berichtet (siehe auch Absturz einer Cessna Citation in die Ostsee).[118]

- 17. Oktober 2022 – Eine Piaggio P.180 Avanti (D-IRSG) stürzte auf dem Weg von Mexiko nach Costa Rica vor dessen Karibikküste ins Meer. Unter den sechs Insassen befand sich der Gründer der Fitnessstudiokette McFit, Rainer Schaller.[119]

- 5. November 2022 – Auf einem Flug eines Privatunternehmens von den Tremiti-Inseln zum italienischen Festland stürzte ein Hubschrauber des Typs Agusta A109 im Raum Apricena nahe Foggia bei schlechtem Wetter ab. Die Insassen, 2 Piloten, ein Arzt und eine 4-köpfige Touristenfamilie starben dabei.[120]

### 2023
- 2. Januar 2023 – Zwei Hubschrauber mit insgesamt 13 Insassen kollidierten in Gold Coast, Queensland, Australien und notlandeten auf einer Schotterbank im Meer vor Sea World. 3 Menschen starben unmittelbar, 4 lagen in kritischem Zustand im Krankenhaus.[121][122]

- 1. Mai 2023 – Die 6-sitzige Cessna U206G Stationair HK-2803 auf einem Flug der Vialine Charter's stürzte in den Regenwald bei Palma Rosa, Gemeinde Solano, Caquetá. Das Flugzeug war vom Flugplatz Araracuara nordwärts mit dem Ziel San José del Guaviare, (Guaviare) voll besetzt gestartet. An Bord waren eine Mutter mit ihren 4 Kindern im Alter von 13, 9, 4 Jahren und 11 Monaten, ein indigener Anführer und der Pilot. Er hatte Motorprobleme gemeldet und eine Notwasserung angestrebt. Das Flugzeug streifte Bäume, der Motor löste sich, das Heck des Rumpfs blieb intakt und im Geäst hängen. Am 17. 5. wurde das Flugzeug gefunden, am 18. 5. die 3 Erwachsenen tot geborgen. Die Kinder, vertraut mit dem Regenwald, hatten den Unfallort verlassen und wurden erst am 9. Juni gefunden. Sie hatten sich 40 Tage im Regenwald selbständig durchgebracht.[123][124][125]

- 8. Juli 2023 – Eine Cessna 550 Citation II (N819KR) stürzte beim Anflug auf den zwischen den kalifornischen Ortschaften Murrieta und Temecula gelegenen French Valley Airport ab. Alle sechs Insassen kamen ums Leben.[126]

- (A) 23. August 2023 – Eine Embraer Legacy 600 der Gruppe Wagner (RA-02795) stürzte auf einem Flug von Moskau nach Sankt Petersburg bei Kuschenkino in der Oblast Twer ab, alle 10 Insassen kamen ums Leben. An Bord der Maschine sollen sich Jewgeni Prigoschin und Dmitri Walerjewitsch Utkin befunden haben (siehe auch Absturz einer Embraer Legacy 600 der Gruppe Wagner).[127]

### 2024
- (A) 19. Mai 2024, 13:30 Ortszeit (UTC+3:30) – Ein Bell 212-Hubschrauber verunglückte beim Dorf Ūzī in der Nähe von Varzaqan auf dem Weg von Khudafarin nach Tabriz. Nach iranischen Angaben kamen alle neun Insassen ums Leben, darunter der iranische Präsident Ebrahim Raisi und der Außenminister Hossein Amir-Abdollahian (siehe auch Hubschrauberabsturz bei Varzaqan 2024).[128][129]

- 26. Juli 2024 – Eine Pilatus PC-12 stürzte nördlich von Gillette, Wyoming ab. Alle 7 Insassen wurden bei dem Absturz getötet.[130]

- 31. Juli 2024 – Ein Kleinflugzeug stürzte auf der A58 bei Breda (Niederlande) ab. Der Pilot kam ums Leben. Er war der einzige Insasse. Über den Flugzeugtyp wurden keine näheren Angaben gemacht. Die A58 wurde in beiden Richtungen gesperrt. Andere Flugzeuge waren nicht verwickelt.[131]

- 12. August 2024 – Ein Hubschrauber der Luxuscharterfirma Nautilus Aviation stürzte in Cairns, Australien auf das Flachdach des Hotels Hilton, Double Tree. Ein Brand entstand, Teile des Rotors stürzten in den Pool. Der Pilot, einziger Insasse, starb. 2 Umstehende wurden verletzt. Hunderte Hotelgäste wurden evakuiert.[132] Er hatte eine Fluglizenz für Helikopter aus Neuseeland, war aber zuvor noch nie in Australien geflogen. Er war Mitglied des Bodenpersonals des Hubschrauberbetreibers, hatte mit Kollegen gefeiert und hat wenige Stunden später den Heli unbefugt aus dem Hangar entwendet und in Betrieb genommen.[133]

- 26. August 2024, 10.18 MESZ UTC+2 – Ein Ultraleichtflugzeug stürzte bei der Brüggele-Alpe in Brand bei Bludenz, Vorarlberg, möglicherweise bei Nebel ab. Das Flugzeug war auf dem Weg von Genua in Richtung Nord. Man nimmt an, dass der Pilot der einzige Insasse war und starb.[134]

### 2025
- Am 22. März 2025 stürzte eine Beechcraft B36TC Bonanza (Luftfahrzeugkennzeichen D-EDEG) kurz nach dem Start von der Startbahn 11 am Flugplatz Bonn/Hangelar bei Sankt Augustin (Nordrhein-Westfalen) ab und ging in Flammen auf. Der Pilot starb; der einzige, hinten sitzende, Passagier überlebte schwer verletzt.[135][136]
- 11. April, 10.23 EDT UTC-4 – Eine Cessna 310 (N8930N) der Firma ReProp LLC 310 Series stürzte 11 Minuten nach dem Start vom Boca Raton Airport auf Bahngleise neben einer stark befahrenen Straße in Boca Raton, Florida. Ziel des Fluges war der Tallahassee International Airport. Die Piloten hatten gemeldet, es gäbe Probleme mit dem Seitenruder, man könne nur Linkskurven fliegen. Dieser Flug war der erste nach einer jährlichen Inspektion und Wartung des Flugzeuges. Alle drei Personen an Bord erlitten tödliche, eine Person am Boden leichte Verletzungen.[137][138]
- 29. Juni - Eine Cessna 441 (N441LS) der Firma Meander Air LLC stürzte kurz nach dem Start vom Youngstown-Warren Regional Airport in der Nähe der Großstadt Akron 2 Kilometer westlich des Startbahnendes mit 6 Personen an Bord in einen Garten eines Wohngebiets. Das zweimotorige Flugzeug war auf dem Weg nach Montana. Es gab keine Überlebenden.[139][140]
- 13. Juli - Eine Beechcraft Super King Air der Zeusch Aviation (PH-ZAZ) stürzte kurz nach dem Abheben vom Flughafen London Southend wieder auf die Landebahn und ging dort in einem Feuerball auf. Das zweimotorige Flugzeug mit der Flugnummer SUZ1 war auf dem Weg in das niederländische Lelystad. Alle 4 Personen an Bord starben.[141][142]